# Saint-Valery-sur-Somme
Saint-Valery-sur-Somme – miejscowość i gmina we Francji, w regionie Hauts-de-France, w departamencie Somma.
Według danych na rok 2011 gminę zamieszkiwało 2760 osób, a gęstość zaludnienia wynosiła 263 osoby/km² (wśród 2293 gmin Pikardii Saint-Valery-sur-Somme plasuje się na 85. miejscu pod względem liczby ludności, natomiast pod względem powierzchni na miejscu 419.).

## Współpraca
Miejscowość partnerska:
- Ronse, Belgia